# Quadrature (maison d'édition)
 (août 2011).
Quadrature est une maison d'édition indépendante belge. Cette maison d'édition se consacre à la publication de recueils de nouvelles d'auteurs francophones.

## Historique de la maison d'édition
Créées en 2005, les éditions Quadrature, dont le siège est à Louvain-la-Neuve, se sont spécialisées dans le domaine de la nouvelle. 
La maison d'édition a vu le jour sous la forme d'une association sans but lucratif. Elle publie aujourd'hui cinq recueils de nouvelles francophones par an (trois durant les premières années). Ces publications se font à compte d'éditeur.
Quadrature est installée en Belgique mais s'est ensuite ouverte sur la France. Elle réalise aujourd'hui une bonne moitié de son chiffre d'affaires dans l'Hexagone et publie autant d'auteurs français que d'auteurs belges.
Quadrature est membre de l'association "Les Editeurs singuliers" qui regroupe les éditeurs belges francophones indépendants. Sous son nom propre, elle participe à la Foire du livre de Bruxelles ainsi qu'à d'autres salons (Mon's livre, le salon de l'Autre livre (Paris)…). La maison d'édition est aujourd'hui reconnue et soutenue par la Fédération Wallonie-Bruxelles (Ministère de la culture - Promotion des lettres).
Depuis septembre 2010, Quadrature publie aussi ses recueils sous formes numériques (format EPUB), avec l'aide de son partenaire, I6doc.com, la librairie des documents scientifiques en ligne. La distribution en librairie est assurée par la maison d'édition elle-même (en France, aussi par la Générale Libr'Est). Les livres (tant numériques que papiers) sont en vente dans la plupart des grandes librairies en ligne.
En 2025, Quadrature fêtera ses vingt ans lors de Foire du livre de Bruxelles.

## Présentation des choix éditoriaux
Les membres de l'équipe considèrent la nouvelle comme un genre littéraire particulier qu'ils tiennent à promouvoir. Ils s'attachent à ce que les recueils édités soient constitués de nouvelles réunies par un liant - stylistique ou thématique - et excluent, sauf exception, les recueils collectifs.
Les choix éditoriaux privilégient les auteurs débutants mais des auteurs ayant déjà été publiés y trouvent aussi leur place, telles Liliane Schraûwen, Emmanuelle Urien, Dominique Costermans, Calouan , Michel Lambert, Cécile Reyboz, Patrick Delperdange et d'autres